# Ataun
Ataun est une commune du Guipuscoa dans la communauté autonome du Pays basque en Espagne.

## Toponyme
Selon Koldo Mitxelena dans son livre Apellidos Vascos, la signification étymologique d'Ataun serait lieu de la porte ou du défilé. Selon son hypothèse, le premier terme du mot serait ata (variante de ate signifiant « porte ») ou de ataka (« passage étroit ») et le second -un(e) (lieu de). Elle est assez plausible avec la configuration de la ville d'Ataun qui est située dans une longue et étroite vallée et qui est réputée dans le Guipuscoa pour être le village le plus long de toute la province.
Cette vallée semble aussi avoir été utilisée depuis l'époque romaine comme voie de communication entre la vallée du fleuve d'Oria et la zone de l'actuelle Navarre, autre raison possible pour que son nom soit associé au mot ate (porte ou passage).
Julio Caro Baroja pense qu'Ataun pourrait avoir surgi comme une variante du suffixe -ano → aun. Atano (nom propre basque existant) → Ataun. Dans ce cas, nous pourrions être face à un anthroponyme en relation avec le nom propre Ata (en rapport avec aita signifiant père en basque) et suffixe dérivé du latin -anum et comme tant de toponymes du Pays basque, en rapport avec un ancien fundus romain.
On pense que l'ancien nom de la localité (au XIIIe siècle) a pu être Athagun ou Athavit, mais on n'a pas de certitude. Ultérieurement il y a eu des hésitations pour l'écriture du nom de cette localité, pour les diverses formes d'accentuation. Ainsi, selon l'INE, durant le XIXe siècle, les formes officielles furent Atáun et Ataún mais depuis 1897 au moins, elle s'écrit Ataun.

## La descente des Jentilak
Chaque année, en novembre, on réalise la descente des Jentilak, procession fondée sur une légende, sur l'histoire des lieux ainsi que sur le Jentilbaratza (jardin des Gentils), restes médiévaux du château navarrais.

## Distribution urbaine
Ataun a été divisé en trois quartiers principaux : Saint-Martin, Saint-Grégoire et Aia. Ils possèdent deux frontons, et dans la ville se trouve le centre d'initiation à la nature de Lizarrusti. L'église possède un orgue baroque du XVIIIe siècle. L'une des branches du chemin de Saint-Jacques passait par ce village.

## Personnalités
- José Miguel de Barandiarán Ayerbe (1889-1991) : il est considéré comme le principal anthropologue basque[8].

### Sources
- (es) Cet article est partiellement ou en totalité issu de l’article de Wikipédia en espagnol intitulé « Ataun » (voir la liste des auteurs).